# 馬爾他宮
馬爾他宮（義大利語：Palazzo di Malta/Palazzo dell'Ordine di Malta），正式名称為裁判官宮（義大利語：Palazzo Magistrale），又称馬爾他秩序宫或馬爾他騎士團宮。馬爾他宮被視爲馬爾他騎士團的總部，其自1630年起就成为騎士團的财产，是被意大利政府授予治外法權的两個總部中，較爲重要的一個（另一個是位于阿文提诺山的馬爾他部）。馬爾他騎士團是一個天主教的軍事修會，也是國際法的主權實體。它位于意大利罗马孔多蒂街68号，距離西班牙階梯仅几分钟的步行路程。

## 詞源
1530年，神圣羅馬帝國皇帝查理五世將馬爾他島授予耶路撒冷圣约翰騎士團，而因以馬爾他島作基地，其亦被稱爲馬耳他騎士團。1798年6月12日，馬耳他島被拿破侖率领的法國军队攻占。而拿破侖離开該岛时，留下了相当数量的驻军和精心挑选的政府官员。馬爾他起义後，英國人纳尔逊勋爵受命于1800年9月5日接管了馬爾他。根据《巴黎条约》，馬爾他于1814年3月30日成为英國殖民地。

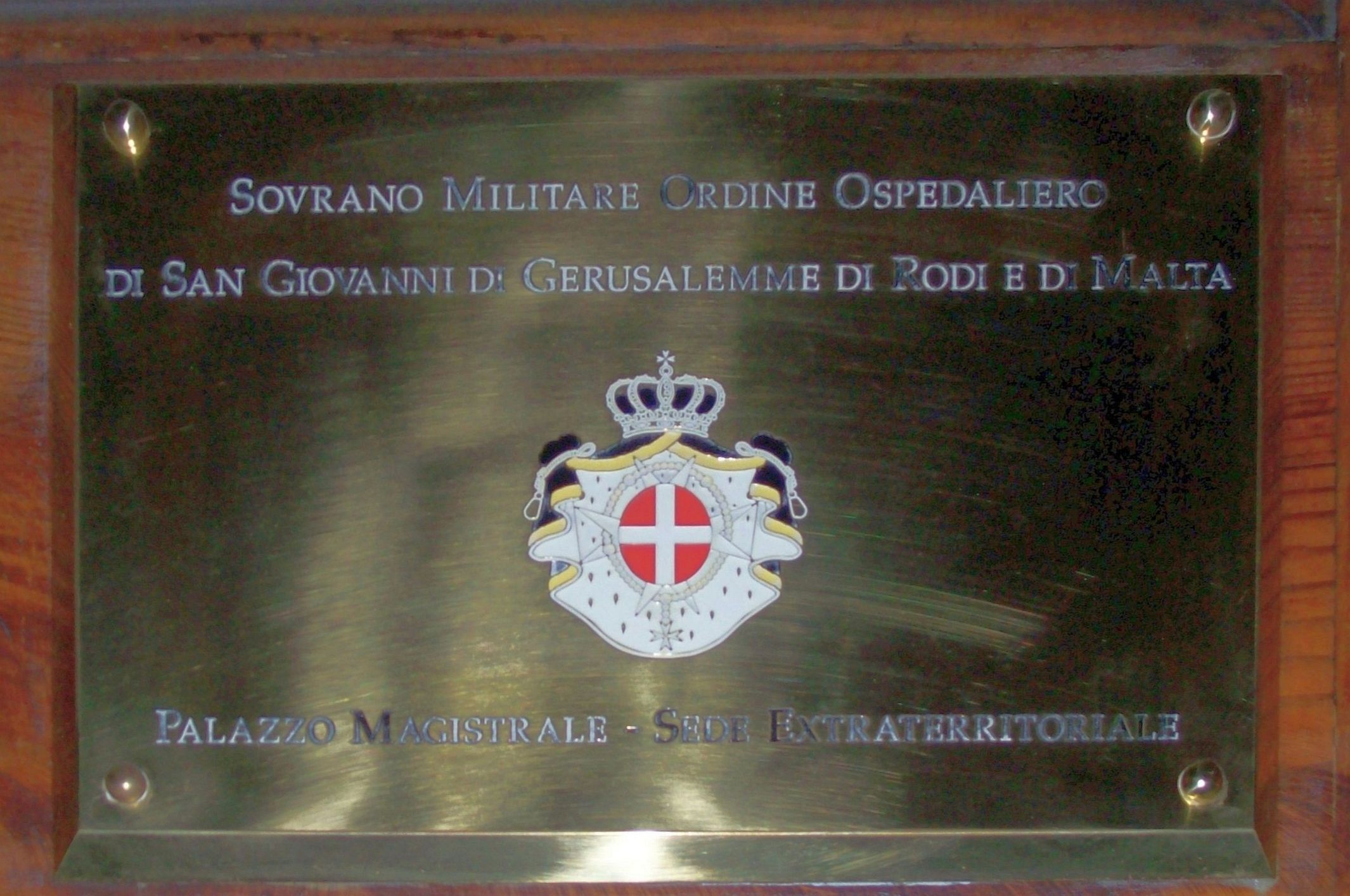
入口处的牌匾

其後，馬爾他騎士團因失去了所有领土而在實務層面已经解散，但又于1834年以主权实体的地位恢复運作，被冠以“耶路撒冷、羅得島和馬爾他聖若望主權軍事醫院騎士團”（简称为“馬爾他主權军事騎士團（SMOM）”或“馬耳他騎士團”）的新名称，新总部設在現在的馬爾他宫。1869年，馬爾他宫和騎士團的另一個总部馬爾他部被授予治外法權。如今，馬爾他宫被110個國家承认为独立主權實體的总部，該等國家均與馬爾他騎士團建立了相互的外交关系。

## 歷史

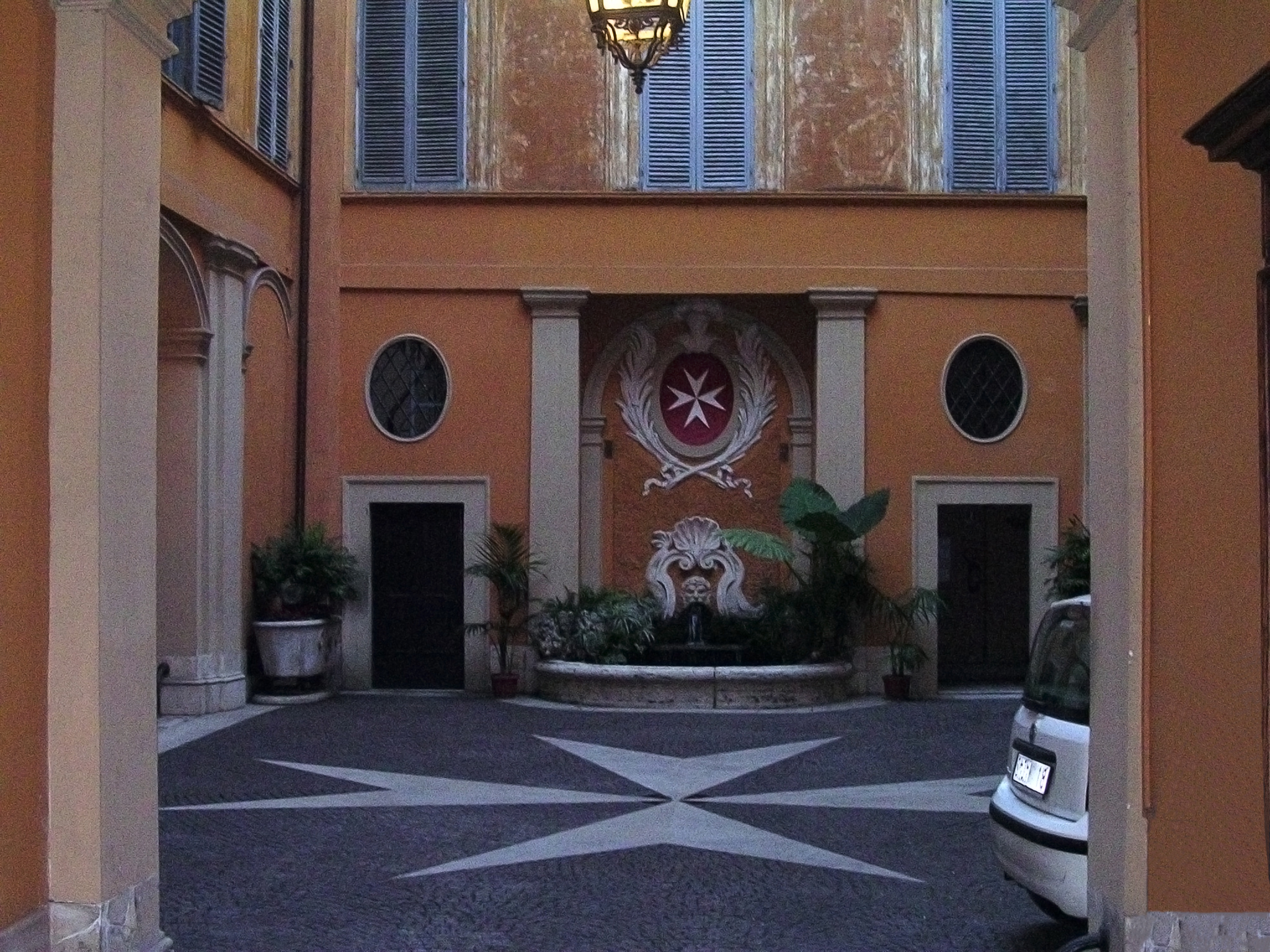
馬爾他宫庭院

現在的馬爾他宫於16世纪由馬爾他出生的意大利考古学家安东尼奥·博西奥购买，他的叔叔是醫院騎士團驻羅馬教廷的代表。1629年，博西奥去世後便将这座建筑留给了騎士團，後来这里成为騎士團驻羅馬教廷大使的府邸。在卡洛·阿尔多布兰迪尼（義大利語：Carlo Aldobrandini）出任大使時，将这座建筑扩建至现在的規模。增建後一部分政府和行政工作會議也在該大楼内进行。
1720年代，大團长安东尼奥·马诺埃尔·德·维尔赫纳委托卡洛·吉马赫修复和额外装饰宫殿。改建工程包括在庭院中增設一個大喷泉。該建筑直到1834年前一直作爲大使馆，而後騎士團将總部迁至此处。該建筑在1889年至1894年间经过大規模翻修，但保留了大部分原有特色。
1938年1月26日，胡安·卡洛斯王子（未来的西班牙國王胡安·卡洛斯一世）在这座宫殿里接受了洗礼，洗礼仪式由帕切利枢机主教（未来的教宗庇护十二世）主持。曾任醫院騎士團大團長的马修·费斯廷，从2008年起住在这里，直到2017年因与梵蒂冈发生纠纷而辞职後遷出。

## 建筑
該建筑由方石砌成，顶部有枕梁式檐口。